# 西安交通大学化学工程与技术学院
西安交通大学化学工程与技术学院，简称化工学院，是中国西安交通大学的一个学院，其前身为1984年学校恢复建立的化学工程系。

## 历史
- 1984年：学校恢复建立的化学工程系。
- 1995年：成立化学工程学院。
- 2004年：化工相关专业并入能动学院。
- 2012年：为适应能源化工业的蓬勃发展，化学工程与技术学院恢复组建[2]

## 系所设置
- 化学工程系
- 过程装备与控制工程系[1]